# Villa Aldobrandini (Rome)
La Villa Aldobrandini est située dans le centre de Rome, à l'extrémité de la colline du Quirinal.

## Histoire
La première villa a été construite sur les restes de constructions du IIe siècle, encore visibles à l'entrée de la via Mazzarino. Le cardinal Pietro Aldobrandini (1571-1621), neveu du pape Clément VIII (de la famille Aldobrandini), a fait reconstruire le corps principal du monument en l'orientant vers la via Panisperna, et construire le premier pavillon (celui qui est à droite sur la photo).
La villa, décorée, abrite une collection d'œuvres d'art qui a été, avec le temps, enrichie par les œuvres d'artistes italiens, notamment Giovanni Bellini, Le Corrège, Giorgione, Léonard de Vinci, Mantegna, Le Tintoret, Le Titien, Véronèse, et d'autres. Le Dominiquin, avec son atelier, réalisa en 1616-1618 les fresques de la Stanza di Apollo, beau pavillon de jardin construit en 1615. Deux scènes sont restées in situ  sur les murs ; mais celle d'Apollon tuant les Cyclopes a été transposée sur toile et est actuellement à la National Gallery de Londres.
Le pavillon comportait également la fameuse fresque romaine antique, du Ier siècle de notre ère, dite des Noces aldobrandines, qui est conservée depuis le XVIIe siècle au Vatican, se trouvant actuellement dans les musées internes à la Bibliothèque Apostolique, ainsi que de nombreux marbres antiques.
Encore au milieu du XIXe siècle, la splendeur de la Villa Aldobrandini a mérité une note dans la Topographie de la statistique des États pontificaux.
Les collections ont été progressivement dispersées à la suite de problèmes d'héritage et de succession dans cette grande famille, et l'ouverture de ce qui est maintenant la via Nazionale, entre 1876 et 1901, a profondément modifié le contexte urbain, réduisant la superficie des beaux jardins de la Villa, qui sont aujourd'hui comme un grand belvédère arboré. En 1929, l'État italien a acquis la Villa, et l'a ouverte en tant que jardin public.

## À proximité
Depuis les jardins de la Villa Aldobrandini, on a une vue sur les dômes des églises de Sant'Agata dei Goti, Santa Caterina a Magnanapoli (paroisse militaire de Rome), Santi Domenico e Sisto, la Tour des Milices et  les Marchés de Trajan.

## Vues

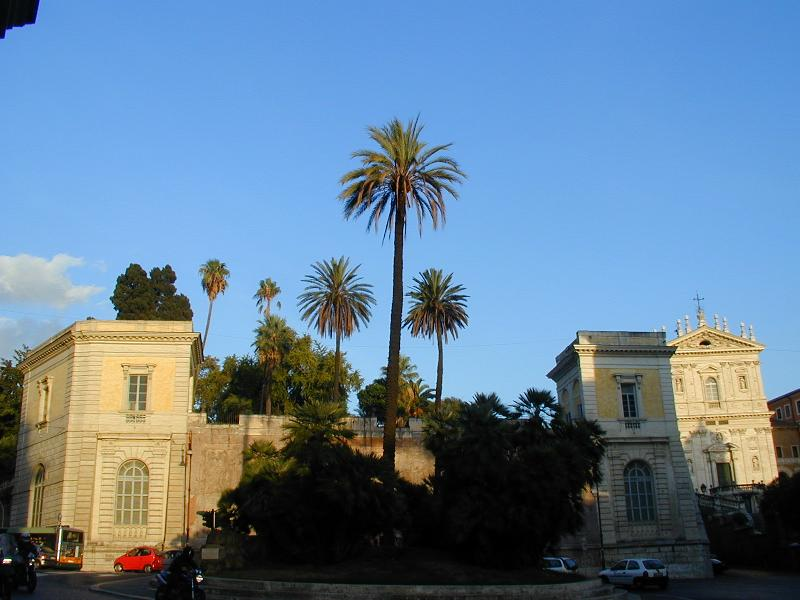
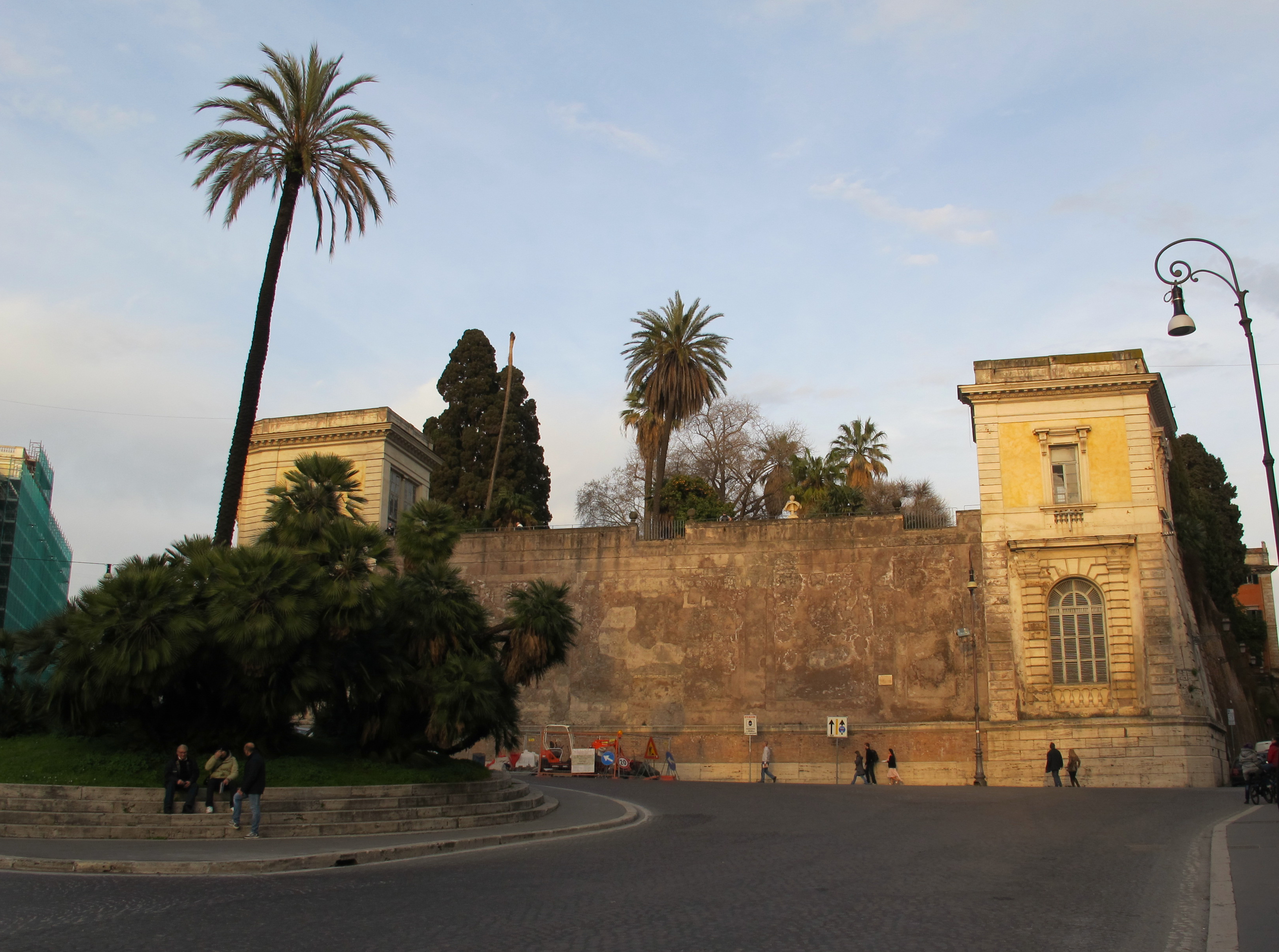
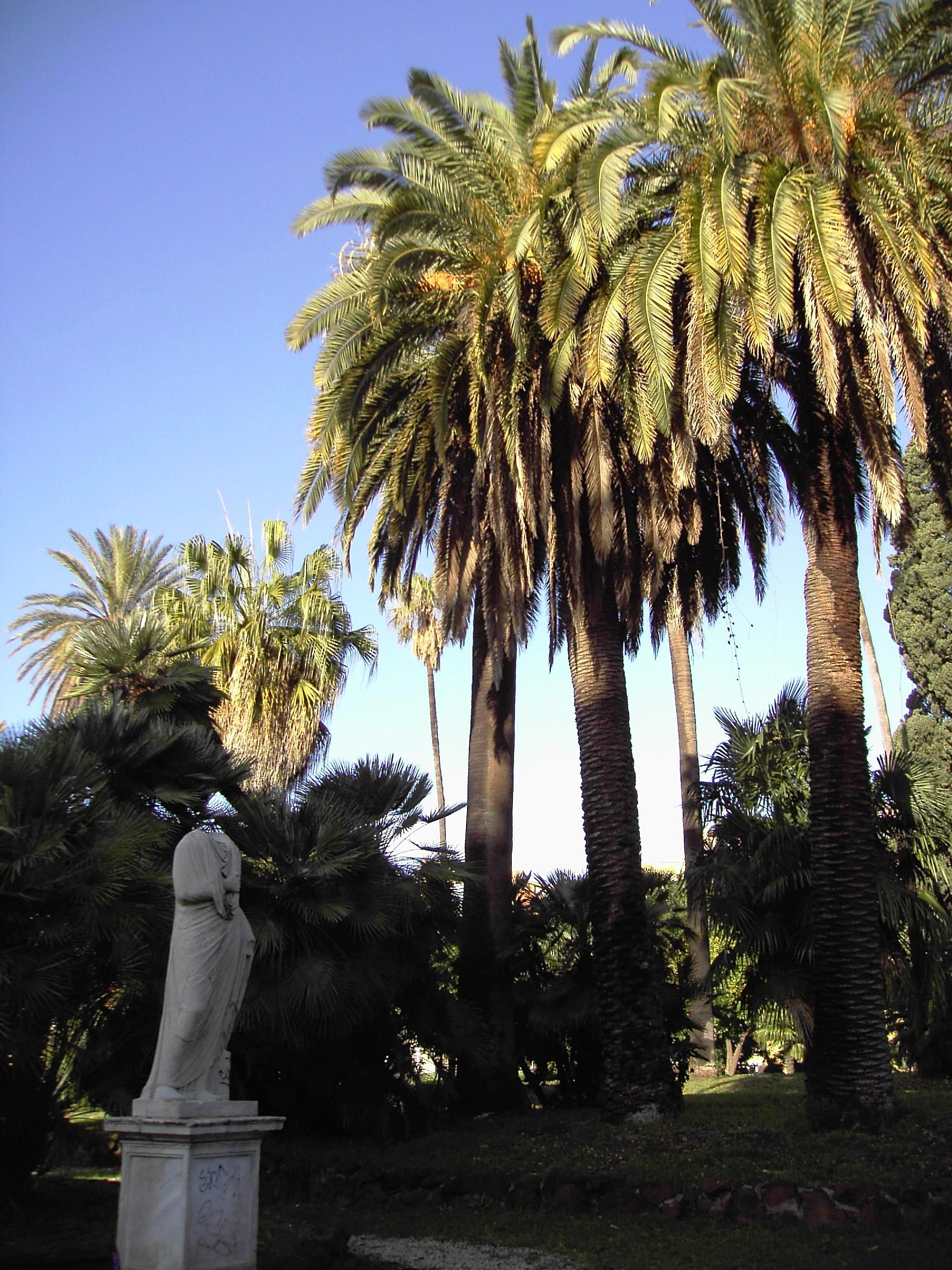
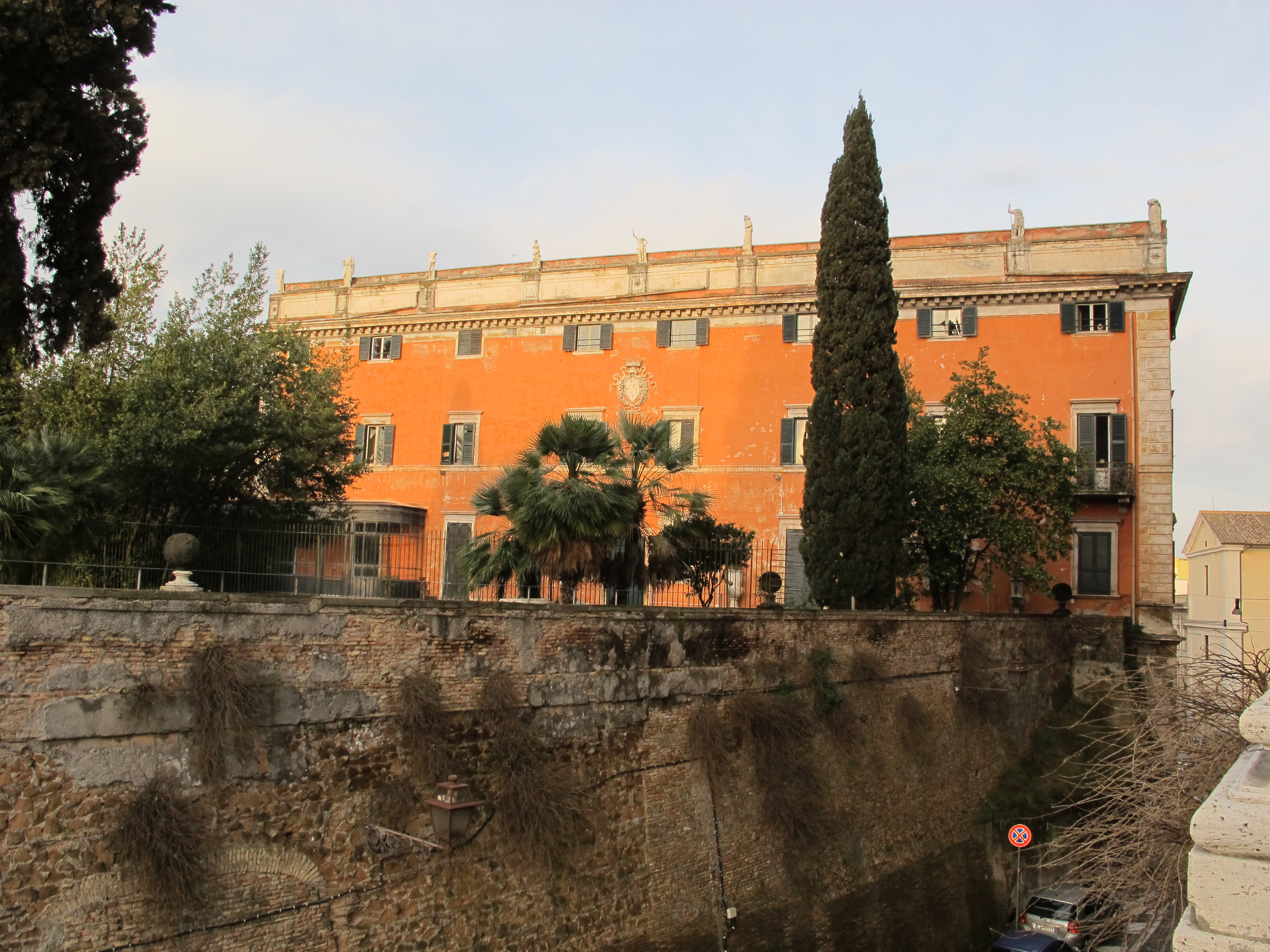
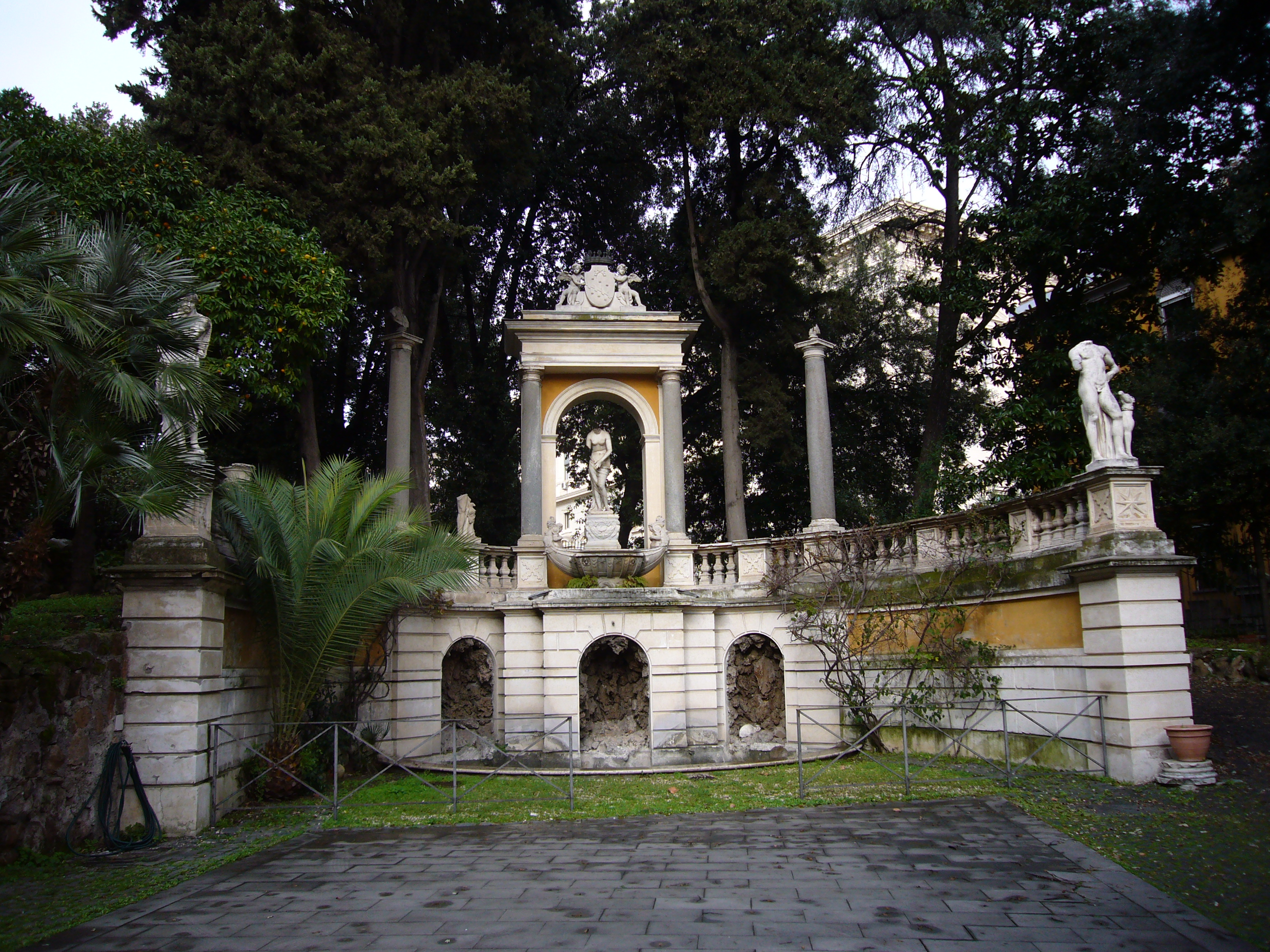